# Kvällsposten
O Kvällsposten é um jornal diário da cidade sueca de Malmö, na província histórica da  Escânia.
Com uma linha política liberal independente, tem formato tabloide, e circula no Sul da Suécia.
Foi fundado em 1948.
Tem uma tiragem à volta de 57 700 exemplares.